# Sesenne
Dame Marie Selipha Descartes (geb. Charlery; * 28. März 1914, La Pointe, Micoud, St. Lucia; † 11. August 2010, Mon Repos, La Pointe, Micoud), besser bekannt als Sesenne, war eine Sängerin auf St. Lucia und eine kulturelle Ikone. Sie sang in ihrer Muttersprache, dem Patois, zu einer Zeit, als die Behörden deren Gebrauch verboten. Sesenne entwickelte in den ländlichen Gebieten eine große Anhängerschaft. Die Patronage durch St. Lucias erste weibliche Regentin führte zu ihrer Entdeckung durch einen Kulturschützer, der sie an einen amerikanischen Anthropologen weitervermittelte, der Aufnahmen ihrer Lieder anfertigte.
Die Aufnahmen wurden im Radio gespielt und hatten zur Folge, dass sie als eine Repräsentantin für St. Lucia bei der CARIFTA Expo 1969 entsandt wurde. Ihre Auftritte gewannen im Wettbewerb und viele weitere Anerkennungen folgten. Sie wurde in die Caribbean Broadcasting Union Music Hall of Fame aufgenommen und zur „Queen of Culture“ von St. Lucia ernannt.

## Leben
Marie Selipha Charlery wurde am 28. März 1914 in La Pointe, Micoud geboren. Ihre Eltern waren die Klein-Farmer Tewannee und Sony Charlery. Sie war die jüngste von fünf Kindern und verbrachte einen Großteil ihrer Kindheit bei ihrer Tante und Patin, „Ma Chadwick“. Ihre Tante begründete bei ihr eine starke Frömmigkeit und Hingabe an den katholischen Glauben.
Die Jugend im ländlichen, Patois-Kwéyòl-sprachigen Teil von St. Lucia, dessen Bräuche von Blumenfestivals und Séancen von den britischen Eliten verspottet und verboten wurden, festigten bei ihr die Lieb zu ihrer Kultur und einen Stolz auf ihre afrikanischen Traditionen. Sie begann ihre Schullaufbahn in der Patience School, brach die Schule jedoch ab, nachdem sie Rufmord durch den Schulleiter erlitten hatte.

### Karriere
Bereits im Alter von acht Jahren wurde Sesenne als Lead Singer („chantwelle“) für eine La Rose-Gruppe im Gebiet von Micoud eingesetzt. Die Gruppe wurde von ihrem Vater geleitet. Zu dieser Zeit trug ihr Vater den Titel „La Rose King“ und ihre Mutter war in seinem Gefolge die „Queen“. Sesenne wurde als Sängerin der traditionellen Musik von Saint Lucia bekannt mit einer einzigartigen Stimme, die selbst in großen Gesangsgruppen herausstach. Neben dem Singen war sie auch eine gute Tänzerin, die die Stile bakalow, belair, la commette, chalstan, débot, konte, kontwidance, mapa, mazouk, meina, quadrille und Kreistänze beherrschte. Sesennes Stimme erlaubte ihr „synchron in sieben verschiedenen Stimmlagen zu singen“ (seven different pitches in synchrony). Indem sie ihre Kehle mit der Hand berührte änderte sie die Stimmlage. Sie hatte auch eine besondere Begabung zu improvisieren und neue Akkorde und Rhythmen zu erfinden, wodurch sie ihre Auftritte ausgestaltete. Sesenne wurde in ihrem ländlichen Umfeld hoch geschätzt und gewann viele Wettbewerbe und Preise.
Sesennes Fähigkeiten im Bereich des kont, eines Trauergesangs, brachten ihr in die Aufmerksamkeit von Marie Grace Augustin, einer Pflanzerin und Unternehmerin, der das Gästehaus The Hotel an der Straße zwischen Micoud und Castries gehörte. Augustin heuerte Sesenne als Bandleader für eine Band an, die den Gäste mit traditionellen Instrumenten wie Banjo, Shak-shak, Gitarre, Mandoline, Cuatro und Violine Unterhaltungsprogramm bot. Augustin vermittelte Sesenne auch an andere Hoteliers und förderte sie. Und bald darauf begann Harold Simmons, ein örtlicher Förderer der Kultur, sich für sie zu interessieren. Simmons versuchte Sesenne davon zu überzeugen, dass ihre Musik aufgenommen werden sollte. Als sie nach einigem Zögern zustimmte, machte sie Simmons mit Daniel J. Crowley bekannt, einem amerikanischen Anthropologen, der sich für die Karibische Folk Music interessierte. Die Aufnahmen wurden auch im Radio gespielt und Sesenne wurde überregional bekannt.
Die Aufnahme-Initiative brachte auch die Regierung zur Überzeugung, dass Sesenne als eine der Darsteller der regionalen CARIFTA Expo 1969 geeignet sei. Die CARIFTA war der Vorläufer des Caribbean Festival of Arts. In Grenada gewann sie den Hauptpreis mit ihrer Version des Songs „Wai“ („Warum“). Ihr Programm wurde komplett in Kwéyòl aufgeführt und die Zuhörer lohnten sie mit mehrfachen Standing Ovations.
1983 wurden Pläne geschmiedet für einen Jounen Kwéyòl (Tag des Kreol) um die Bedeutung der Kwéyòl-Sprache in St. Lucia zu würdigen und für eine offizielle Anerkennung zu werben. Fünfzehn Stunden Radioprogramm aus Musik, Nachrichten und Dichtung in Kwéyòl wurden von Radio Saint Lucia übertragen. Im folgenden Jahr wurden die Feierlichkeiten von Sesenne eröffnet. Zu diesem Anlass wurden nicht nur Radio-Übertragung, sondern auch Live-Veranstaltungen mit Tänzern, Musikern und Literarischen Vorträgen veranstaltet. Später in diesem Jahr, im Oktober, wurde Sesenne als „Queen of Culture in St. Lucia“ gekrönt. Die Zeremonie fand im Kreis von Familie und Freunden in der katholischen Kirche in Mon Repos statt. Das „Department of Culture“ produzierte in den 1980ern eine Audio-Kassette mit Sesennes Musik, mit Unterstützung des Gitarristen Ronald „Boo“ Hinkson. 1987 erhielt Sesenne am International Women’s Day eine Ehrung vom Ministry for Women’s Affairs. Ein Musikalbum wurde in Verbindung mit einem UNESCO-Projekt 1991 aufgenommen.
Sesenne war mit Tennyson Descartes verheiratet, einem Arbeiter aus Micoud. Das Paar hatte sieben Kinder: fünf Jungen und zwei Mädchen. Sie lebten in Mon Repos, La Pointe. Als sie starb, hatte Sesenne bereits 34 Enkel und 38 Urenkel.

## Tod und Vermächtnis
Der Nobelpreisträger Derek Walcott schrieb in seinem Gedicht „Homecoming“:

„my country heart, I am not home till Sesenne sings, a voice with wood smoke and ground-doves in it…“

„Mein ländliches Herz, Ich bin nicht zu Hause, bis Sesenne singt, eine Stimme mit Holzrauch und Erdtauben darin...“

2000 wurde Sesenne mit der Auszeichnung einer Dame Commander des Order of the British Empire für ihre Verdienste um die Gemeinschaft und die Erhaltung des Kulturerbes ausgezeichnet. Bald darauf baute die Regierung von St. Lucia ein neues Haus für Sesenne in der Siedlung Patience von Micoud. Die Pläne sahen bereits vor, dass dieses Haus später in das „Sesenne Descartes Folk Heritage Museum“ umgewandelt werden sollte. 2005 wurde sie vom „Folk Research Centre“ als „National Cultural Hero“ ausgezeichnet.
Sesenne starb am 11. August 2010 in Mon Repos im Alter von 96 Jahren. Sie wurde mit einem Staatsbegräbnis am 28. August 2010 an der St. Lucy’s Catholic Church in Micoud beigesetzt. Anlässlich ihres Begräbnisses kündigte der damalige Premierminister Stephenson King die Schaffung des „Dame Sesenne Descartes National Endowment for Creative Industries“ an, um kulturelle Leistungen auszuzeichnen. 2014 wurde eine Biographie von Sesenne veröffentlicht.

## Ehrungen
- British Empire Medal (BEM), 1972[12]
- „Queen of Culture“, 1984[11]
- Aufnahme in die Caribbean Broadcasting Union Music Hall of Fame, 1991.[12][11]
- Saint Lucia Medal of Merit (SLMM), 1994[12][11]
- Dame Commander of the Order of the British Empire (DBE), 2000.[10]
- National Cultural Hero, 2005.[12]